# Ceapaiivka (Sovietskîi)
Ceapaiivka (în ucraineană Чапаївка) este localitatea de reședință a comunei Ceapaiivka din raionul Sovietskîi, Republica Autonomă Crimeea, Ucraina.

## Demografie
Componența lingvistică a localității Ceapaiivka
     Rusă (73,38%)
     Tătară crimeeană (13,27%)
     Ucraineană (10,94%)
     Alte limbi (0,46%)
Conform recensământului din 2001, majoritatea populației localității Ceapaiivka era vorbitoare de rusă (73,38%), existând în minoritate și vorbitori de tătară crimeeană (13,27%) și ucraineană (10,94%).